# Iesa
Iesa è una frazione del comune italiano di Monticiano, nella provincia di Siena, in Toscana.

## Geografia fisica
Il paese raggruppa più borgate che si sviluppano lungo la valle del Farma, nei pressi della Riserva naturale Tocchi e della strada statale Grosseto-Siena, nell'area delle Terme di Petriolo, situati tra il torrente Farma e il fiume Merse.

## Storia
Il borgo è attestato per la prima volta in un documento del 1º aprile 1338, emesso dal convento di Sant'Agostino di Siena, in cui viene denominato Jesa. Nel 1271 il comune di Siena concede al paese una giurisdizione autonoma, poi revocata dopo pochi anni ed unita a quelle di Pari, e successivamente di Monticiano.
Storicamente il borgo di Iesa è suddiviso in cinque borgate o rioni (già dette "villarelle"), Lama, il centro, Cerbaia, Contra, Quarciglioni e Solaia, alle quali si può aggiungere anche la piccola località di Palazzo, situata alle porte del paese. La borgata di Renna, invece, ricordata nel 1276 con la chiesa di Sant'Andrea, presenta oggi solo alcuni ruderi in quanto abbandonata agli inizi del XVI secolo.

## Monumenti e luoghi d'interesse

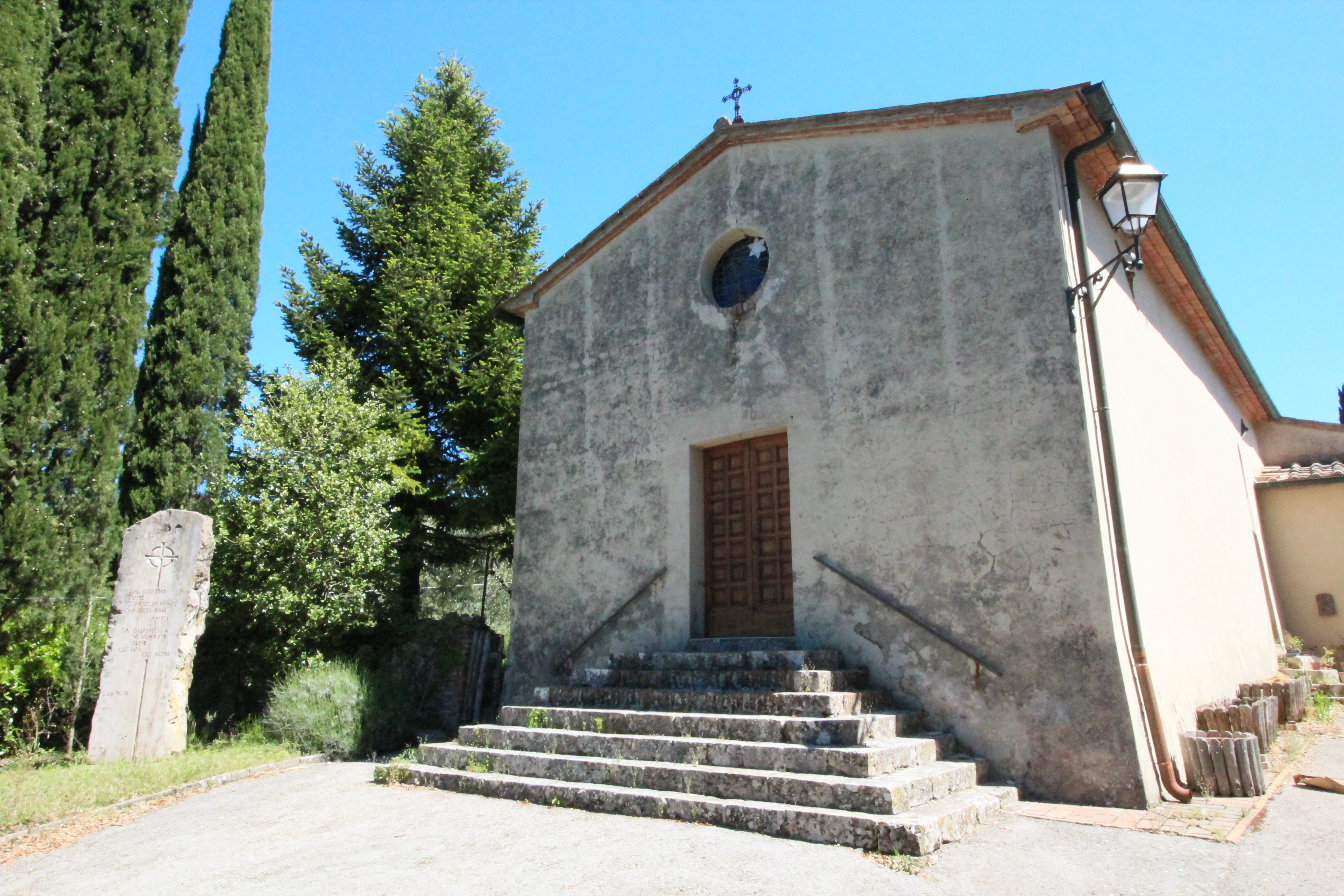
La chiesa di San Michele arcangelo

### Architetture religiose
- Chiesa di San Michele arcangelo, edificio parrocchiale della frazione, risulta menzionato nelle decime del 1276-1277 e del 1302-1303.[7] Nel 1317 è attestata come giuspatronato laicale, ma già nel 1304 era ricordata come sede di un rettore (ser Placido).[7] Nel 1470 la parrocchia fu annessa a quella di Tocchi, poi nel 1618 sotto San Lorenzo a Merse.[7] L'aspetto attuale è dovuto ad alcune modifiche effettuate nel corso del XVIII secolo.[8][9] L'interno conserva due altari realizzati da Giovanni Marcucci nel 1794, un settecentesco fonte battesimale in travertino, un dipinto del XIX secolo raffigurante la Madonna del Rosario col Bambino e tre opere contemporanee dello scultore svizzero Kurt Laurenz Metzler (un leggio in pietra, il portacero pasquale ed un fonte battesimale in pietra.[7]
- Cappella della Madonna di Loreto, piccola chiesetta situata nella borgata di Lama, pare risalire al XVI secolo.[10][11][12] Potrebbe trattarsi di uno dei due oratori minori dedicati alla Madonna dell'Apparita e alla Madonna della Fonte, dei quali si trova traccia nella relazione sul paese effettuata da Bartolomeo Ghirlandini nel 1676.[12] Di semplici lineamenti, conserva all'interno spoglie decorazioni in olivo e pietra, mentre il crocifisso in ferro e le due vetrate sulla porta laterale e sul coro raffiguranti l'Annunciazione e l'incontro di Maria con santa Elisabetta sono opera dello scultore Kurt Laurenz Metzler.[12]
- Edicola "Il Cristo", edicoletta votiva.[13]

### Parchi artistici
- Parco di Kurt Laurenz Metzler, tenuta dell'artista che raccoglie l'opera dello scultore svizzero Kurt Laurenz Metzler, vista nelle sue varie fasi di sviluppo e di ricerca: si tratta di circa cinquanta "ominidi" di diversi materiali.[14].

## Cultura

### Eventi
A Iesa si svolgono tutto l'anno iniziative enogastronomiche della tradizione locale, tra le quali si ricorda in particolare il Valzer delle tagliatelle al cinghiale nel mese di giugno. A settembre invece si svolge la tradizionale corsa dei ciuchi, dove concorrono le contrade del paese.

## Infrastrutture e trasporti
La frazione di Iesa è servita da un proprio svincolo (Iesa) sulla strada europea E78 Grosseto-Fano, nel tratto tra le città di Grosseto e di Siena, costituito dalla strada statale 223 di Paganico.

## Galleria d'immagini

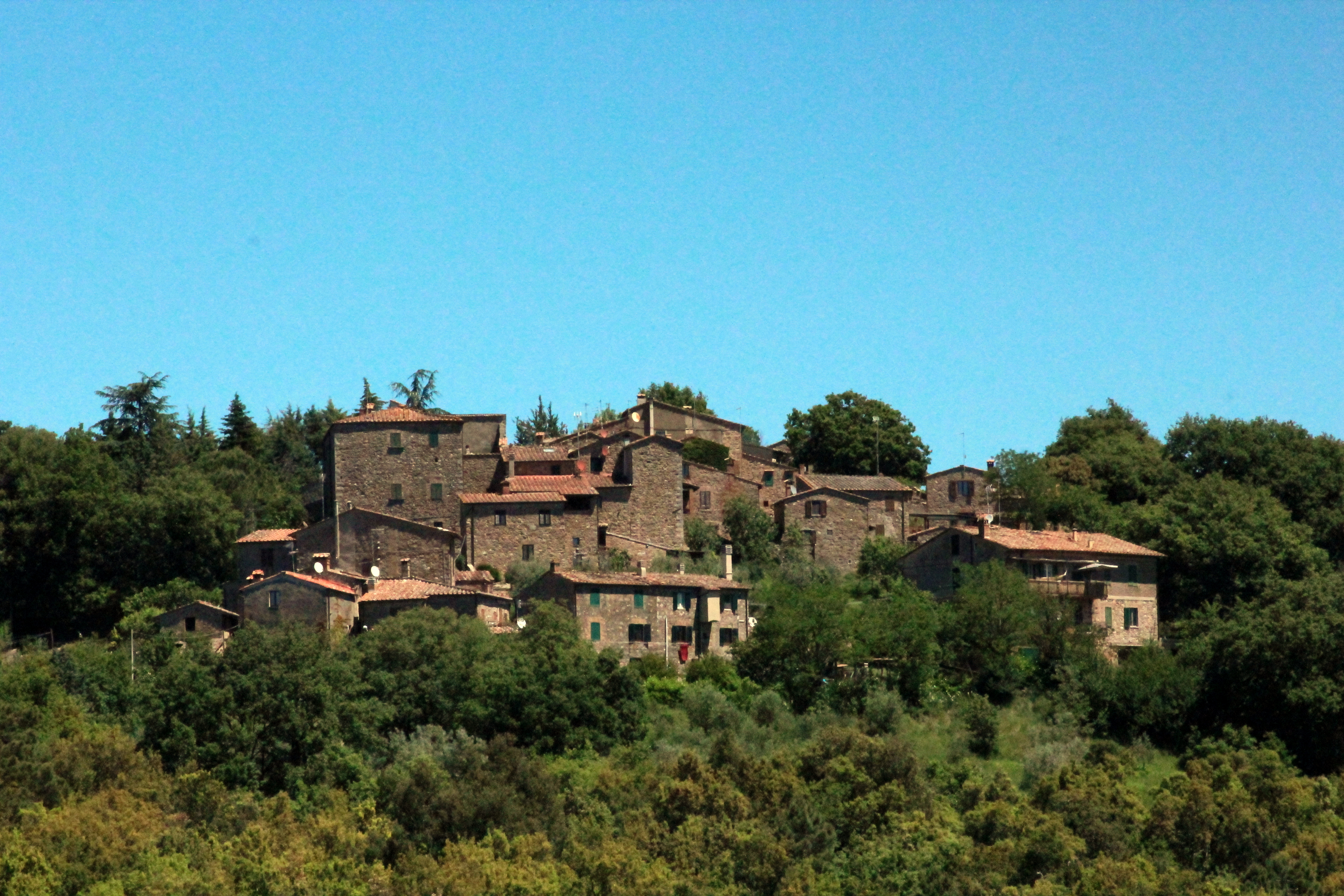
Veduta della borgata di Cerbaia
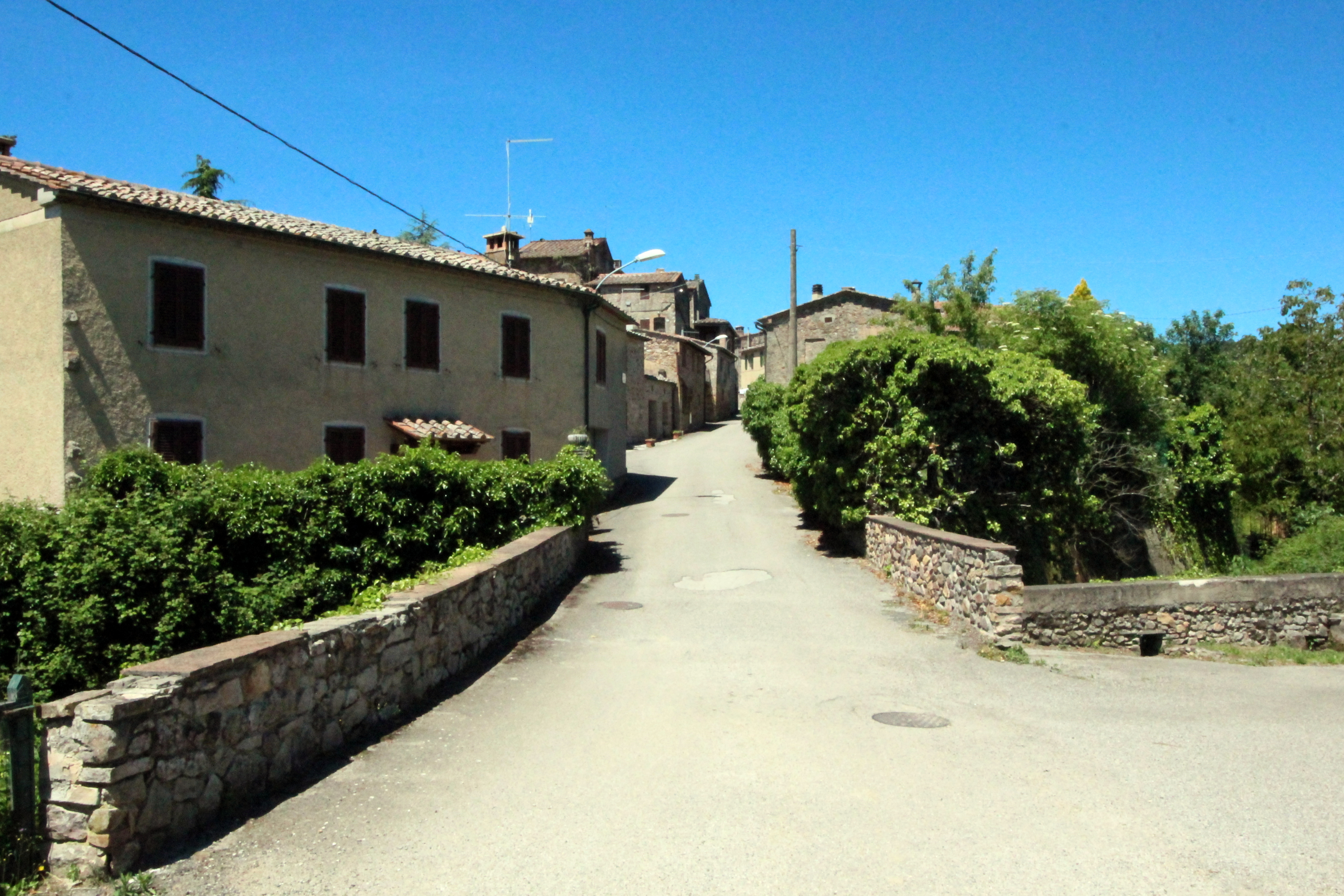
La borgata di Contra
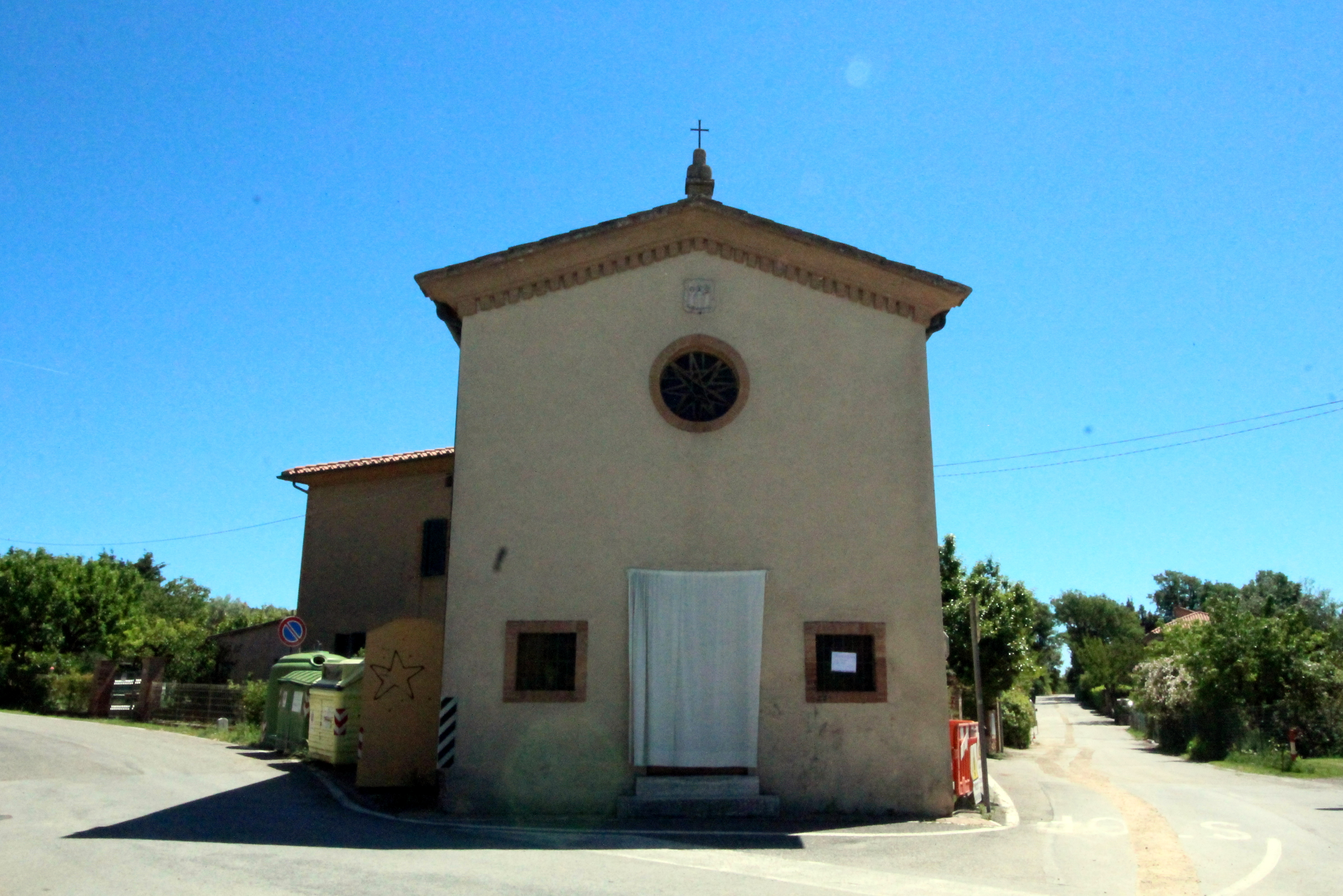
La chiesa di Lama
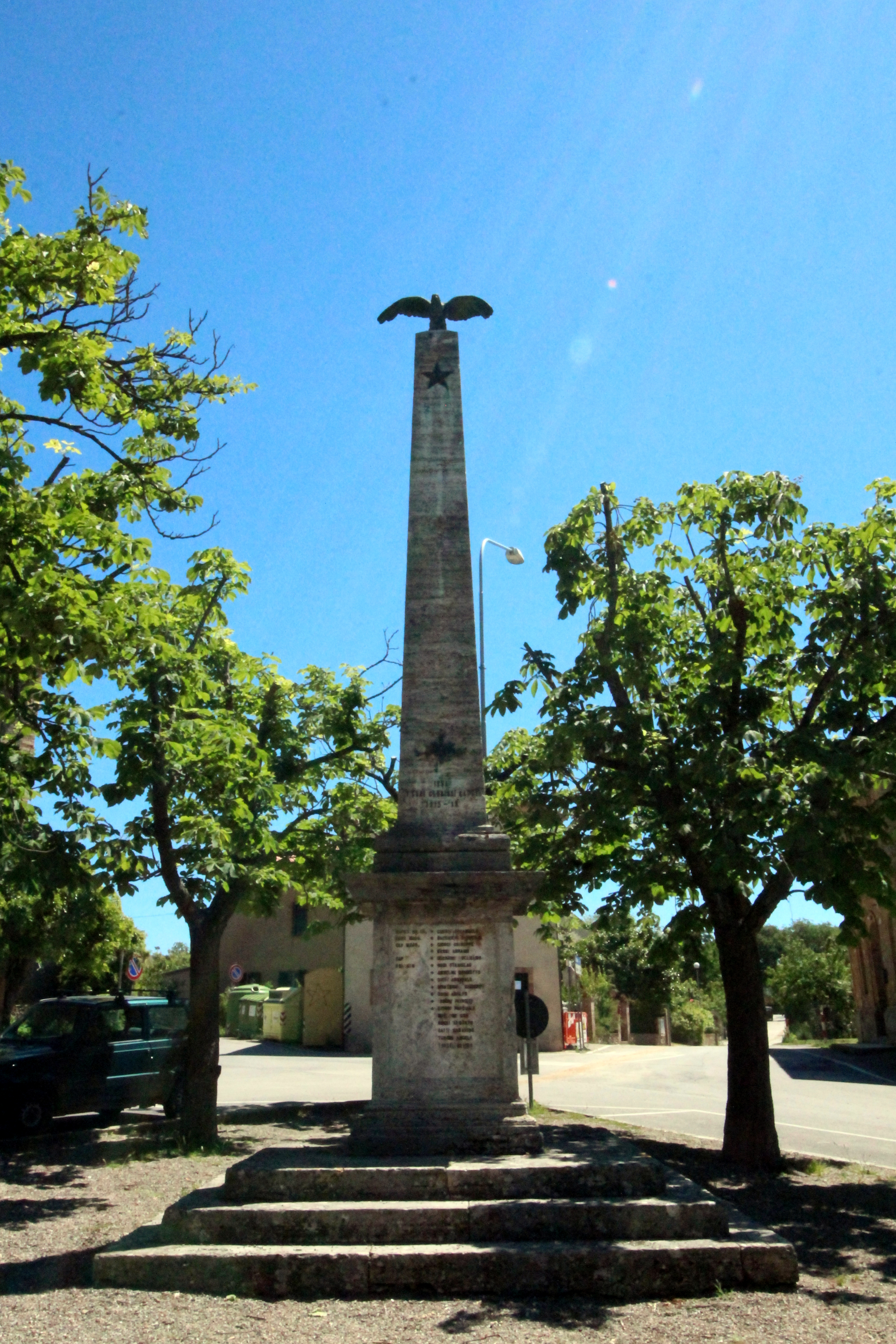
Il monumento nella piazza di Lama